# Cladura itoi
Cladura itoi är en tvåvingeart som beskrevs av Alexander 1955. Cladura itoi ingår i släktet Cladura och familjen småharkrankar. Inga underarter finns listade i Catalogue of Life.